# Salia
Salia — рід еребід з підродини совок-п'ядунів, види якого зустрічаються в Південній Америці.

## Систематика
У складі роду:
- Salia polycletusalis (Walker, 1859)